# Новлянское (Воскресенский район)
Новлянское — село в Воскресенском муниципальном районе Московской области. Входит в состав сельского поселения Фединское. Население — 199 чел. (2010).

## География
Село Новлянское расположено в юго-западной части Воскресенского района, примыкает с запада к городу Воскресенску. Высота над уровнем моря 112 м. Село находится на правом берегу реки Москве. В селе 3 улицы — Береговая, Речная и Сельская, приписано ГСК Заречный и СНТ Химик-1. Ближайший населённый пункт — город Воскресенск.

## История
XVIII веке на западе от села Новлянское находилось сельцо Федино, через реку на востоке — сельцо Кривякино.
В 1761 году строительство церкви Иоанна Златоуста в селе.
В 1926 году село являлось центром Новлянского сельсовета Спасской волости Бронницкого уезда Московской губернии.
С 1929 года — населённый пункт в составе Воскресенского района Коломенского округа Московской области, с 1930-го, в связи с упразднением округа, — в составе Воскресенского района Московской области.
До муниципальной реформы 2006 года Новлянское входило в состав Гостиловского сельского округа Воскресенского района.

## Население
В 1926 году в селе проживало 598 человек (278 мужчин, 320 женщин), насчитывалось 122 крестьянских хозяйства. По переписи 2002 года — 211 человек (102 мужчины, 109 женщин).
| 1926 | 2002 | 2010 |
| ---- | ---- | ---- |
| 598  | ↘211 | ↘199 |